# Ère Kōnin
L'ère Kōnin (弘仁) est une des ères du Japon (年号, nengō, lit. « nom de l'année ») après l'ère Daidō et avant l'ère Tenchō. Cette ère couvre la période allant du mois de septembre 810 au mois de janvier 824. Les empereurs régnants sont Saga (嵯峨天皇) et Junna (淳和天皇).

## Changement d'ère
- 9 février 810 Kōnin gannen (弘仁元年?) Le nom de la nouvelle ère est créé pour marquer un événement ou une série d'événements. L'ère précédente se termine là où commence la nouvelle, en Daidō 4, le 27e jour du 9e mois de 810[3].

## Événements de l'ère Kōnin
- 30 mai 823 (Kōnin 14, 17e jour du 4e mois) : L'empereur Saga abdique durant la quatorzième année de son règne (嵯峨天皇14年) et la succession (senso) est reçue par son frère cadet, troisième fils de l'empereur Kammu. Peu après, l'empereur Junna accède au trône (sokui)[4].

| Kōnin     | 1re | 2e  | 3e  | 4e  | 5e  | 6e  | 7e  | 8e  | 9e  | 10e | 11e | 12e | 13e | 14e | 15e |
| Grégorien | 810 | 811 | 812 | 813 | 814 | 815 | 816 | 817 | 818 | 819 | 820 | 821 | 822 | 823 | 824 |